# ON THE ROAD 2011 "The Last Weekend" (アルバム)
『ON THE ROAD 2011 "The Last Weekend"』（オン・ザ・ロード・2011・ザ・ラスト・ウィークエンド）は、2012年9月19日発売の浜田省吾2作目のライブアルバム。

## 概要
2010年10月6日発売ベストアルバム完結編『The Best of Shogo Hamada vol.3 The Last Weekend』・同日発売の映像作品『僕と彼女と週末に』を受け、2011年4月15日に開始され、2012年まで延期となっていた宮城振替公演や震災復興支援公演を含め全国12都市37公演で延べ35万人を動員した約6年振りアリーナツアー「ON THE ROAD 2011 "The Last Weekend"」の模様を収録したライブCD。
浜田の純粋なライブ・アルバムは、1982年2月25日発売の『ON THE ROAD』以来、実に30年7ヶ月振り。35年のキャリアの集大成的な選曲となっている。
初のCD3枚組で豪華ブックレット封入、三方背BOX仕様。
同名のライブ映像作品通常盤（Blu-ray、DVDの2形態）と本作・映像作品を同梱した初回限定生産盤＜BD-BOX（BD＋3CD）・DVD-BOX（2DVD＋3CD）＞も同日発売。
オリコンCDチャートは最高43位だったが、DVD+3CDの限定盤は総合DVDチャートで1位を獲得した。

## 収録曲

### Disc.1
1. J.Boy Mix 2011
2. On The Road
3. この夜に乾杯! - Cheers for Tonight
4. Hello Rock & Roll City
5. 恋は魔法さ - Magic in the Summer Night
6. 独立記念日 - Independence Day
7. 反抗期 - Fightin' Back
8. 悲しみは雪のように - Sorrow Falling Down Like Snowflakes
9. 風を感じて - Feel the Wind
10. Thank You
  - BD・DVD未収録曲
11. My Old 50's Guitar
12. Money
13. 愛のかけひき - Love on Campus
  - BD・DVD未収録曲
14. 片想い - One-Sided Love
  - BD・DVD未収録曲
15. もうひとつの土曜日 - Another Saturday
  - BD・DVD未収録曲

### Disc.2
1. 涙あふれて - Tears
2. 君に会うまでは - Before I Met You
  - BD・DVD未収録曲
3. あれから二人 - After All These Years
4. Pain
5. A New Style War
6. My Hometown
  - BD・DVD未収録曲
7. 裸の王達 - Naked Kings
8. 詩人の鐘 - The Poet's Bell
9. Theme Of Father's Son - 遥かなる我家
10. Rising Sun - 風の勲章
11. J.Boy
12. 僕と彼女と週末に - The Last Weekend
13. 愛の世代の前に - Before the Love Generation

### Disc.3
1. 雨上りのぶるーす - Blues After the Rain
2. 光と影の季節 - Flash and Shadow
3. モノクロームの虹 - The Monochrome Rainbow
4. 終りなき疾走 - All for Run
5. 君がいるところが My Sweet Home - My Sweet Home
6. I am a father
7. ラストショー - Last Show
8. 路地裏の少年 - A Boy on the Backstreet
9. 家路 - Home Bound
10. 日はまた昇る - The Sun Also Rises
11. 君が人生の時… - Time of Your Life
12. 桜 (Instrumental) - Sakura